# جوليا ليميرتز
جوليا ليميرتز دياس (بالبرتغالية: Júlia Lemmertz Dias‏) وهي ممثلة مسرح وتلفزيون وأفلام برازيلية ولدت في يوم 18 مارس 1963 في مدينة بورتو أليغري في ريو غراندي دو سول في البرازيل بدأت التمثيل منذ أن كانت طفلة، ومن وقتها قامت بالتمثيل بأكثر من 40 دور، وهي زوجة الممثل ألكسندر بورغيس.

## حياتها الشخصية
تزوجت ليميرتز بألفارو أوسوريو، وهو إداري في قناة غلوبو، استمر زواجهما من 1986 إلى 1990 ورزقا بطفلة سميت لويزا (ولدت في 1987). أثناء تمثيلها فلم غوريرا سيم (1993)، بدأت ليميرتز علاقة مع الممثل أليكساندر بورغيس، وتزوجا في 1993 ورزقا بطفل سمياه ميغويل (ولد في 1996).
مارست ليميرتز المانترا منذ 1983 وقالت بأن للتأمل تأثير كبير على الصحة".

## روابط خارجية
- جوليا ليميرتز على موقع IMDb (الإنجليزية)
- جوليا ليميرتز على موقع ألو سيني (الفرنسية)
- جوليا ليميرتز على موقع أول موفي (الإنجليزية)
- جوليا ليميرتز على موقع قاعدة بيانات الفيلم (الإنجليزية)
- جوليا ليميرتز على موقع كينوبويسك (الروسية)